# NGC 5122
NGC 5122 este o galaxie lenticulară situată în constelația Fecioara. A fost descoperită în 24 aprilie 1887 de către Lewis A. Swift. Se află la o distanță de 41,64 de megaparseci de Pământ.